# Manhartshofen

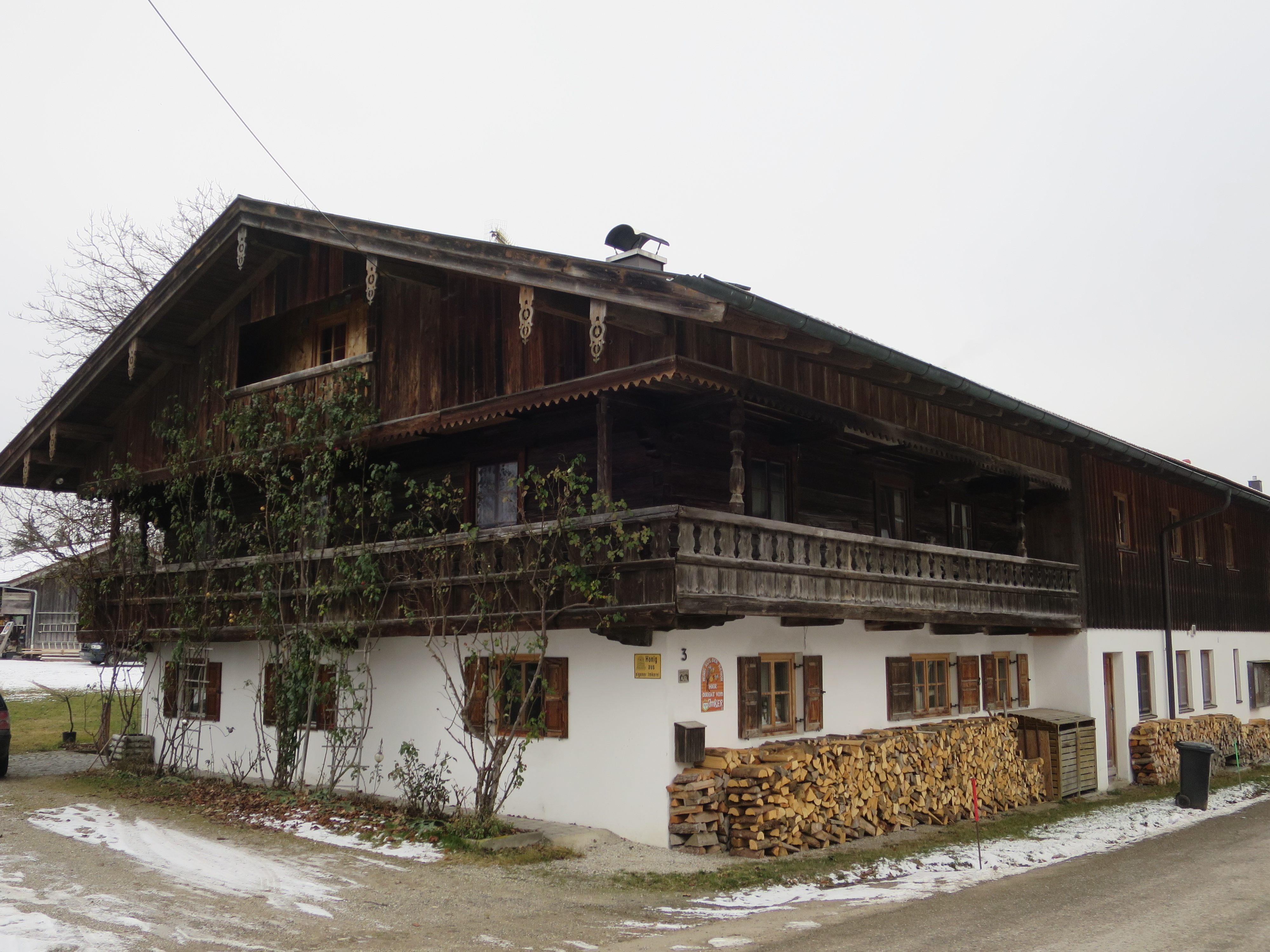
Ehemaliges Bauernhaus Manhartshofen 3

Manhartshofen ist ein Gemeindeteil der oberbayerischen Gemeinde Dietramszell im Landkreis Bad Tölz-Wolfratshausen. Das Dorf liegt circa vier Kilometer westlich von Dietramszell. 

## Gemeinde
Zum 1. Januar 1972 schloss sich die selbstständige Gemeinde Manhartshofen freiwillig mit Dietramszell zusammen.

## Baudenkmäler
Im Dorf gibt es vier eingetragene Baudenkmale.